# آب‌انبار حوض سفید
آب‌انبار حوض سفید مربوط به دورهٔ صفوی است و در شهرستان طبس، شهر طبس، اراضی کشاورزی اطراف شهر واقع شده و این اثر در تاریخ ۱۶ اسفند ۱۳۸۴ با شمارهٔ ثبت ۱۴۵۳۵ به‌عنوان یکی از آثار ملی ایران به ثبت رسیده است.